# Житкеев, Асхат Расулович
Асхат Расулович Житкеев (каз. Асқат Расулұлы Жіткеев; род.13 апреля 1981 года) — казахстанский дзюдоист, вице-чемпион Олимпийских игр 2008 года в Пекине в категории до 100 кг. Заслуженный мастер спорта Республики Казахстан (2008). Доктор философии (PhD) (2015) .

## Карьера
Первым тренером был С. Ж. Кудайбергенов. Тренировался под руководством Саламатова Ж. Н. и Хамитжанова С. Ж.. Проживает в Алматы. С 2002 года — инструктор-спортсмен по дзюдо ГККП "Клуб единоборств «Астана батыры». В настоящее время  является генеральным секретарем Федерации дзюдо Казахстана.

## Достижения
- Указом президента Республики Казахстан от 29 августа 2008 года награждён орденом «Парасат» из рук президента.[3]
- серебряный призёр Олимпийских игр в весе до 100 кг (Пекин, 2008);
- участник Олимпийских игр (Сидней, 2000; Афины, 2004);
- бронзовый призёр чемпионата мира (Мюнхен, 2001);
- 2-кратный чемпион Азии (2003; Алматы, 2004);
- серебряный призёр чемпионата Азии (Ташкент, 2005);
- серебряный призёр Суперкубка мира (2001, Германия);
- 2-кратный бронзовый призёр Азиатских игр (2002, 2006);
- чемпион лицензионного международного турнира (Циндао, Китай, 2007);
- победитель международных и республиканских турниров;
- многократный чемпион РК.

## Личная жизнь
С 2008 года женат на казахстанской волейболистке Елене Павловой. Есть дочь Томирис, сын Расул, дочь Ясмин, сын Таймас.